# Casearia mariquitensis
Casearia mariquitensis Kunth – gatunek rośliny z rodziny wierzbowatych (Salicaceae Mirb.). Występuje naturalnie w Kolumbii, Wenezueli, Gujanie, Surinamie, Gujanie Francuskiej, Ekwadorze, Peru, Boliwii oraz Brazylii (w stanach Acre, Amazonas, Pará, Rondônia, Roraima, Maranhão, Pernambuco, Goiás, Mato Grosso do Sul, Mato Grosso, Minas Gerais, São Paulo i Parana). 

## Morfologia
PokrójZrzucający liście krzew dorastający do 5 m wysokości.
LiścieBlaszka liściowa ma kształt od lancetowatego do podługowatego. Mierzy 5–18 cm długości oraz 2,5–4 cm szerokości. Ogonek liściowy jest nagi i dorasta do 2–5 mm długości.
KwiatySą zebrane w pęczki, rozwijają się w kątach pędów. Mają 5 działek kielicha o owalnym kształcie. Kwiaty mają 10 pręcików.
OwoceMają kulistawy kształt i osiągają 1–2 cm średnicy.

## Biologia i ekologia
Rośnie w lasach oraz na sawannach. Występuje na wysokości do 800 m n.p.m.